# Municipio de Mound City (Kansas)
El municipio de Mound City (en inglés: Mound City Township) es un municipio ubicado en el condado de Linn en el estado estadounidense de Kansas. En el año 2010 tenía una población de 1281 habitantes y una densidad poblacional de 9,92 personas por km².

## Geografía
El municipio de Mound City se encuentra ubicado en las coordenadas 38°6′0″N 94°50′44″O / 38.10000, -94.84556. Según la Oficina del Censo de los Estados Unidos, el municipio tiene una superficie total de 129.08 km², de la cual 127,55 km² corresponden a tierra firme y (1,18 %) 1,53 km² es agua.

## Demografía
Según el censo de 2010, había 1281 personas residiendo en el municipio de Mound City. La densidad de población era de 9,92 hab./km². De los 1281 habitantes, el municipio de Mound City estaba compuesto por el 96,41 % blancos, el 0,55 % eran afroamericanos, el 0,7 % eran amerindios, el 0,31 % eran isleños del Pacífico, el 0,62 % eran de otras razas y el 1,41 % eran de una mezcla de razas. Del total de la población el 1,8 % eran hispanos o latinos de cualquier raza.